# Rhynchospora latibracteata
Rhynchospora latibracteata är en halvgräsart som beskrevs av Encarnación Rosa Guaglianone. Rhynchospora latibracteata ingår i släktet småag, och familjen halvgräs. Inga underarter finns listade i Catalogue of Life.